# Jurij Pimenov
Jurij Pimenov, född 29 mars 1958 i Moskva i Ryssland, död 19 april 2019, var en sovjetisk roddare.
Han tog OS-silver i tvåa utan styrman i samband med de olympiska roddtävlingarna 1980 i Moskva.